# Amorphophallus gliruroides
Amorphophallus gliruroides là một loài thực vật có hoa trong họ Ráy (Araceae). Loài này được Engl. mô tả khoa học đầu tiên vào năm 1911.